# Ewa Konstancja Bułhak
Ewa Konstancja Bułhak, właśc. Ewa Konstancja Bułhak-Rewak (ur. 9 lipca 1971 roku w Warszawie) – polska aktorka radiowa, aktorka głosowa, aktorka teatralna, aktorka telewizyjna, aktorka filmowa, wokalistka, interpretatorka piosenek.
Doktor habilitowana sztuk filmowych i teatralnych, wykładowczyni Akademii Teatralnej w Warszawie, od 2024 dziekan kierunku aktorstwo na tej uczelni. 

## Życiorys
Córka Henryka Bułhaka i siostra Władysława Bułhaka.
Uczęszczała do Ogniska Teatralnego Haliny i Jana Machulskich. W 1995 ukończyła studia na PWST w Warszawie.
W 1993 zadebiutowała w roli służącej Kasi w filmie Dwa księżyce Andrzeja Barańskiego.  Popularność przyniosła jej m.in. rola Matyldy w serialu telewizyjnym M jak miłość, a także Barbary Nocul w serialu Ojciec Mateusz.
W latach 1996–1998 była aktorką warszawskiego Teatru Polskiego, od 1998 pracuje w Teatrze Narodowym w Warszawie. Gościnnie występowała też w stołecznym Teatrze Na Woli. Znana z różnorodnych ról – zarówno komediowych, jak i dramatycznych. Jedną z jej najważniejszych ról teatralnych jest tragiczna postać Jewdochy w Sędziach, dziewczyny nieszczęśliwie i podstępnie uwiedzionej, która zabiła swoje dziecko. Równie dobrze krytycy ocenili kreację Weronki w Requiem dla gospodyni.
Występuje też w spektaklach radiowych – zagrała tytułową rolę w Pchle Szachrajce w reżyserii Anny Seniuk, a także w wielu operach radiowych Macieja Małeckiego.
Ma męża i dwie córki – Zofię i Janinę. Drugiego imienia – Konstancja – używa, aby nie mylono jej z reżyserką Ewą Bułhak.

## Teatrografia
- 1996 – Kram z piosenkami jako panna Marianna (reż. Barbara Fijewska)
- 1996 – Pastorałka jako Anioł (reż. Jarosław Kilian)
- 1996 – Dożywocie jako Rózia (reż. Andrzej Łapicki)
- 1997 – Śpiew nocy letniej (reż. Maciej Wojtyszko)
- 1998 – Halka Spinoza jako Fajtacy (reż. Jerzy Grzegorzewski)
- 1998 – Taniec śmierci jako Jenny (reż. Adam Hanuszkiewicz)
- 1998 – Sen nocy letniej jako Helena (reż. J. Kilian)
- 1999 – Sędziowie jako Jewdocha (reż. J. Grzegorzewski)
- 1999 – Kartoteka jako pani Druga (reż. Kazimierz Kutz)
- 1999 – Nowe Bloomusalem jako Kitty (reż. J. Grzegorzewski)
- 2000 – Wesele jako panna młoda (reż. J. Grzegorzewski)
- 2000 – Noc listopadowa – nowa wersja jako aktorka / Małgosia (reż. J. Grzegorzewski)
- 2000 – Requiem dla gospodyni jako Weronika (reż. Kazimierz Dejmek)
- 2001 – Leonce i Lena jako księżniczka Lena (reż. Barbara Sieroslawski)
- 2001 – Sen nocy letniej jako Tytania (reż. J. Grzegorzewski)
- 2002 – Ostatnie bolero (reż. Jerzy Satanowski)
- 2002 – Żaby jako Platana (reż. Zbigniew Zamachowski)
- 2002 – Kurka Wodna jako Afrozja Opupiejkina (reż. Jan Englert)
- 2003 – Hamlet Stanisława Wyspiańskiego jako żona Wyspiańskiego (reż. J. Grzegorzewski)
- 2004 – 2 maja jako Teresa Paluch (reż. Agnieszka Glińska)
- 2004 – Śmierć komiwojażera jako kobieta (reż. K. Kutz)
- 2005 – Happy End jako siostra Jane (reż. Tadeusz Bradecki)
- 2007 – Zapis (reż. Radosław Dobrowolski)
- 2007 – Krzywa wieża (reż. Agnieszka Lipiec-Wróblewska)[7]
- 2009 – Bagdad Cafe (reż. Krystyna Janda)

### Teatr Telewizji
Role
- 1995 – Abigel (3 części) jako Szabo (reż. Izabella Cywińska)
- 1995 – Don Juan jako Karolka (reż. Leszek Wosiewicz)
- 1995 – Iwanow (reż. J. Englert)
- 1995 – Król Mięsopust jako Belinda (reż. Jerzy Krysiak)
- 1996 – Pigmalion jako Klara (reż. M. Wojtyszko)
- 1996 – Rap-łap-baja jako sprzątaczka; Furia II (reż. L. Wosiewicz)
- 1996 – Wassa Żeleznowa jako Anisja (reż. Barbara Sass)
- 1997 – Dziady (reż. J. Englert)
- 1999 – Bigda idzie! jako Lola (reż. Andrzej Wajda)
- 1999 – Lalek jako Lodzia (reż. Zbigniew Zapasiewicz)
- 1999 – Temida jest kobietą, czyli zapożyczone od Guy de Maupassanta (reż. Tomasz Wiszniewski)
- 2000 – Diabelskie nasienie jako Urszula (reż. Olga Lipińska)
- 2000 – Pracownia krawiecka jako Gisele (reż. Wojciech Pszoniak)
- 2001 – Beatrix Cenci jako Wiedźma (reż. J. Englert)
- 2001 – Gwiazdy i los człowieka jako Natasza (reż. Dariusz Kuciewicz)
- 2002 – Tartuffe, czyli obłudnik jako Doryna (reż. Andrzej Seweryn)
- 2004 – Pamiętnik z powstania warszawskiego jako Tramwajarka (reż. Maria Zmarz-Koczanowicz)
- 2006 – Cud mniemany, czyli Krakowiacy i Górale jako Zośka (reż. Olga Lipińska)
- 2007 – Sędziowie jako Jewdocha (reż. J. Englert)
- 2008 – Hamlet Stanisława Wyspiańskiego jako żona Wyspiańskiego (reż. J. Grzegorzewski, reż. telewizyjna J. Englert)
- 2011 – Lekkomyślna Siostra jako Helena Topolska (reż. Agnieszka Glińska)
- 2013 – Trzy razy Fredro: Nikt mnie nie zna jako Marta (reż. Jan Englert)
- 2021 – Zemsta jako Podstolina (reż. Redbad Klynstra-Komarnicki)

Wykonanie muzyki (śpiew)
- 1999 – Dybuk (reż. Agnieszka Holland)

Źródła:.

### Recitale
- Ulepiły mnie zdolne anioły (reż. A. Seniuk, muz. M. Małecki)[1]

## Filmografia

### Filmy
- 1993: Dwa księżyce jako Kasia, służąca Flory
- 1997: Darmozjad polski jako Monika
- 1997: Kroniki domowe jako Maślanka
- 1999: Pan Tadeusz jako panna Podkomorzanka
- 1999: Torowisko jako żona właściciela sex shopu
- 2000: Wielkie rzeczy jako Walerkowa, koleżanka Danki
- 2005: Przybyli ułani jako Sklepowa Hanka
- 2011: Jak się pozbyć cellulitu jako baniowa w spa
- 2012: Dzień kobiet jako Ania
- 2013: Wałęsa. Człowiek z nadziei jako celniczka Halina
- 2013: Drogówka jako Bożena
- 2017: Sztuka kochania. Historia Michaliny Wisłockiej jako milicjantka
- 2018: Zabawa, zabawa jako pani psycholog

### Seriale
- 1996: Bar Atlantic jako Magdusia (odc. 9)
- 1997: Zaklęta jako Paulina
- 1998: Gosia i Małgosia jako Gosia
- 1999: Tygrysy Europy jako Seweryna Otrąba, uczestniczka interview u Nowaków
- 2000: Duża przerwa jako Majma
- 2003: Magiczne drzewo jako Ewa Korcz, mama Joli (odc. 3)
- 2003–2013: Na dobre i na złe jako Andżelina, pacjentka Mejera (odc. 159); Iwona (odc. 511)
- 2004: Sublokatorzy jako Hela
- 2005: Boża podszewka II jako Beba (odc. 9 i 12)
- 2005: Klinika samotnych serc jako Ewa Majdan, sekretarka w Kancelarii Notarialnej (odc. 15 i 16)
- 2005: Kryminalni jako Adwokatka „Dodiego” (odc. 20)
- 2005–2006: Okazja jako Hela
- 2006: Magda M. jako Alicja Zander (odc. 19 i 28)
- 2007: Hela w opałach jako Anita Manicka (odc. 22)
- 2007–2011: M jak miłość jako Matylda Górska, znajoma Henia
- 2007: Regina jako siostra Imelda
- 2008: 39 i pół jako Asystentka Basia (odc. 8)
- od 2008: Ojciec Mateusz jako Barbara Nocul, żona aspiranta
- 2009: Samo życie jako Sandra, opiekunka do dzieci Tamary i Mirka
- 2009–2021: Blondynka jako policjantka Patrycja Zioło
- 2010–2011: Usta usta jako Marianna, zastępcza matka Marysi (odc. 25 i 26)
- 2011: Plebania jako Marzena
- 2012: Czas honoru jako Danuta Borzęcka, sekretarka w urzędzie miejskim
- 2013: Na dobre i na złe jako Iwona (odc. 511)
- 2013–2014: To nie koniec świata jako policjantka Nora Pietrzyk
- od 2014: Barwy szczęścia jako Grażyna Wasilewska
- 2016: Rodzinka.pl jako Ela Rotnak, nabywczyni domu
- 2017: Ucho Prezesa jako siostra Beata (odc. 11)
- 2018–2019: Pod powierzchnią jako Zofia Cicha, matka Janka
- od 2020: Żywioły Saszy jako pani generał
- 2021: Sexify jako matka Mariusza

### Dubbing
- 2000: Władca ksiąg – partie wokalne
- 2005: Oliver Twist
- 2006: Jan Paweł II – Vittoria
- 2006: Brenda i pan Whiskers – Lola Boa (sezon 1)
- 2008: Opowieści z Narnii: Książę Kaspian – królowa Pretensjonata
- 2010: Muminki w pogoni za kometą – mama Muminka
- 2011: Taniec rządzi – Georgia Jones
- 2012: Wyśpiewać marzenia – Martha
- 2012-2013: Tess kontra chłopaki – Sylvia
- 2012: Jadagrace – Mabel (odc. 10-11)
- 2013: Kot Prot na wszystko odpowie w lot –
  - gąsienica Mila (odc. 6a),
  - hipopotam (odc. 6b),
  - głuptak Guga (odc. 26a),
  - motyl Bernadetta (odc. 28a)
- 2014: Wielka szóstka – ciocia Kass[12]
- 2016: Nocna straż – Ella
- 2016: Trolle – Brydzia
- 2017: Piękna i Bestia – pani Imbryk
- 2017: Co wiecie o swoich dziadkach? – Sara Whitaker
- 2017: Trolle – Brydzia
- 2018: Czarna Pantera – Szamanka
- 2018-2019: Wielka Szóstka: Serial – Ciocia Cass (oprócz odc. 20)
- 2018: Han Solo: Gwiezdne wojny – historie – oficerka Imperium
- 2018: Jak zostać czarodziejem
- 2018-2019: Trolle: Impreza trwa! – Brydzia
- 2018: Klakson i spółka – Matula
- 2019: Gigantozaur
- 2019: Toy Story 4 – Pani Krzesło
- 2021: Cruella – Baronessa von Hellman
- 2021: Czarna Wdowa – Melina Vostokoff
- 2021: Nasze magiczne Encanto – Julieta Madrigal[13]

## Nagrody, wyróżnienia, odznaczenia
- 1996 – III nagroda na XVII Przeglądzie Piosenki Aktorskiej we Wrocławiu
- 1996 – nagroda im. Arnolda Szyfmana (otrzymana jeszcze w trakcie studiów w szkole teatralnej)
- 2004 – nominacja do nagrody w kategorii „najlepsza drugoplanowa rola kobieca” za role Żony Wyspiańskiego w Hamlecie Stanisława Wyspiańskiego i Teresy Paluch w przedstawieniu 2 maja A. Saramonowicza w warszawskim Teatrze Narodowym
- 2005 – Srebrny Krzyż Zasługi[14]